# Contenuto duplicato
Nell'ambito dei motori di ricerca e dei relativi algoritmi di ottimizzazione, si definisce contenuto duplicato un testo o una parte di esso preso da un sito e riportato fedelmente in un altro, senza alcuna modifica nella forma e nel contenuto. 
Questa pratica, assimilabile ad un vero e proprio plagio, comporta una serie di problemi al sito che riporta la copia e, in taluni casi, anche al sito che subisce il furto dei contenuti. Infatti, i motori di ricerca e Google in particolare tendono a penalizzare le pagine identiche ad altre create prima, proprio per evitare che nelle ricerche gli utenti trovino il medesimo contenuto più volte, rendendo più difficoltosa e lenta la ricerca delle informazioni. 
Non tutto il contenuto duplicato è il risultato di un atto di plagio. Un esempio di contenuto duplicato assolutamente lecito è rappresentato dalle descrizioni presenti sugli e-commerce e riferite a prodotti di marche famose, oppure, ancora, ai comunicati stampa o bandi di concorso, i quali vengono fedelmente riportati in più siti. Tuttavia, anche se creati per finalità assolutamente lecite, questi testi identici possono causare notevoli problemi, ovvero portare alla cancellazione  dagli indici di Google delle pagine dove sono contenuti, poiché il motore di ricerca non è sempre in grado di riconoscere la motivazione che ha portato al contenuto duplicato. 